# Shadow Tower
Shadow Tower es un videojuego de rol de acción de 1998 desarrollado por FromSoftware para PlayStation. El juego fue lanzado originalmente por FromSoftware en Japón el 25 de junio de 1998, y por Agetec en Norteamérica el 23 de noviembre de 1999. Shadow Tower comparte muchas similitudes con la serie de videojuegos King's Field. Una secuela, Shadow Tower Abyss, fue lanzada para la PlayStation 2 exclusivamente en Japón.

## Jugabilidad
Shadow Tower es un juego de mazmorras de acción muy similar a King's Field. Cuenta con un estilo de juego en primera persona donde el jugador combate con los enemigos, busca ítems y trampas escondidos, e interactúa con los NPC. A diferencia de la mayoría de los RPG, no cuenta con un sistema de puntos de experiencia que el jugador utiliza para volverse más fuerte. En su lugar, ninguna de las criaturas volverá a aparecer, y cada tipo de enemigo subirá una cantidad fija de parámetros del jugador, de modo que se deberá matar a una variedad de enemigos diferentes para incrementar parámetros específicos. El juego también incluye un ítem que permite al jugador incrementar cualquier parámetro en unos pocos puntos manualmente, permitiendo cierta personalización. Los nombres de los parámetros son diferentes a los de otros RPG; por ejemplo, el parámetro de Fuerza no afecta al poder de ataque del personaje, sino a los puntos de vida. Cada pieza de equipo del personaje tiene un índice de durabilidad, lo que significa que se gastará con el tiempo y se deberá reparar o reemplazar. El juego no dispone de música ni de un mapa automático. Algunas diferencias con respecto a las entregas previas de King's Field son el escudo que actúa como un ítem utilizable para bloquear ataques, una pantalla de equipo más profunda, y el nuevo sistema de progreso.

## Trama
El juego transcurre en el continente de Eclipse, en la tierra sagrada de Zeptar. El jugador asume el papel de un mercenario llamado Ruus Hardy. Al regresar a su hogar en Zeptar, el protagonista descubre que toda la ciudad, al igual que la torre central, han sido succionadas por el inframundo. Conoce a un hombre viejo que le entrega la espada del oscuro, la única arma capaz de herir a los demonios responsables. Tras jurar rescatar a la vieja mujer que lo crio, al igual que al resto de Zeptar, Ruus desciende al inframundo.

## Desarrollo y lanzamiento
Shadow Tower fue desarrollado por FromSoftware, una compañía de juegos japonesa que se había vuelto conocida por la serie de King's Field, con la cual Shadow Tower comparte varios elementos de jugabilidad y temáticos. A pesar de estas similitudes, el equipo quiso crear una franquicia completamente diferente. La estética se inspiró en la fantasía occidental, y el objetivo de la jugabilidad era ser difícil pero gratificante para los jugadores. Utilizó un motor similar a aquel de la serie de King's Field, pero rediseñado y pulido. El juego fue producido al mismo tiempo que Echo Night, y ha tenido un crossover con el personal de sonido. La banda sonora del juego fue compuesta por Kota Hoshino. Como el juego utiliza poca música dentro del juego, muchas de sus contribuciones no fueron usadas, aunque algunas serían usadas para Evergrace. Fue distribuido originalmente por FromSoftware en Japón el 25 de junio de 1998. El juego fue localizado y distribuido por Agetec, quienes lanzaron múltiples títulos de FromSoftware previamente.

## Recepción
El juego recibió un promedio de 49% de acuerdo al sitio web agregador de reseñas GameRankings. En Japón, Famitsu le dio un puntaje de 27 de 40.